# 810-та окрема бригада морської піхоти (РФ)
810-та окрема гвардійська ордена Жукова бригада морської піхоти (810 ОБрМП, в/ч 13140) — військове з'єднання морської піхоти Військово-морського флоту РФ чисельністю у бригаду. Дислокується у м. Севастополі в районі бухти Козачої в окупованому Криму. Входить до складу берегових військ Чорноморського флоту.
Бригада брала участь у низці міжнародних навчань та у бойових діях в Першій і Другій чеченських війнах, Азербайджані, Грузії, російсько-українській війні 2014 року та російському вторгненні в Україну 2022 року.

## Історія
Після розпаду СРСР у 1992 році 810-та окрема бригада морської піхоти Радянської армії перейшла до складу Збройних сил Російської Федерації.

### Війна у Грузії
У жовтні 1992 року для забезпечення переговорів Президентів Росії та Грузії було висаджено десант у м. Сочі, Сухумі і Гудаута у складі зведеної десантно-штурмової роти 881 одшб і розвідроти спеціального призначення 888 ОРБ. Оперативна група УБВ ЧФ РФ на чолі з полковником Черномуровим В. М. працювала у взаємодії з оперативною групою МО РФ в умовах бойових дій із застосуванням важкої артилерії і авіації (командир десанту — підполковник Смоляк А. Є.). Загальне керівництво здійснював командувач ЧФ адмірал Ігор Касатонов.
З 23 вересня по 7 жовтня 1993 року особовий склад бригади виконував спеціальне завдання з евакуації біженців з району бойових дій між Абхазією і Грузією. З Сухумі і Поті на ВДК «Костянтин Шаманський» і БДК-69 було евакуйовано 15 тисяч біженців (командир десанту — підполковник Щербінін С. П.).
З 27 вересня по 10 жовтня 1993 року морський десант у складі посиленого взводу, сформованого на базі 888 ОРБ, на ДКВП «Зубр» виконував бойове завдання в Грузії. Старшим від УБВ був полковник Корнєєв В. С. (командир посиленого взводу — старший лейтенант Белявський А. В.).
З 2 по 20 листопада (за іншими даними з 4 по 30 листопада) 1993 року посилений 882 ОБМП виконував місію з надання допомоги уряду Грузії, що складався з прибічників Едуарда Шеварднадзе в Поті та прилеглих населених пунктах (командир десанту — підполковник Смоляк А. Є., командир батальйону — майор Новиков В. В.).
Батальйон брав участь у збройних сутичках з урядовими військами в різних районах Грузії.
2 грудня 1993 року 882 ОБМП повернувся до Севастополя.
У червні 1994 року морська піхота на ВДК брала участь у російсько-грузинських навчаннях, що проводилися під прапором генерал-полковника Реута Ф. І. в районі м. Батумі. Старшим від берегових військ був полковник Черномуров В. М.
У березні — квітні 1996 року, у зв'язку із загостренням грузино-абхазького конфлікту, на ВДК «Микола Фільченков» десант у складі посиленої роти морської піхоти 882 ОБМП здійснював патрулювання в районі Сухумі в готовності до взаємодії з силами невизнаної Республіки Абхазія. Старшим від УБВ був полковник Запопадний С. Є. і підполковник Іванкін А. П.
30 квітня 1998 року 810-та окрема бригада морської піхоти була переформована на 264-й окремий полк морської піхоти. При переформування бригади в полк Герой Радянського Союзу майор Цезар Куніков був зарахований до списків особового складу 2-ї роти полку[уточнити]
1 лютого 1999 року 264-й окремий полк морської піхоти завдяки ветеранам бригади був перейменований на 810-й окремий полк морської піхоти (в/ч 13140).

### Друга Чеченська війна
З 10 вересня 1999 року по липень 2000 року, підрозділи полку брали участь Другій Чеченській війні. Вісім військовослужбовців загинули. Капітан Карпушенко В. В. був удостоєний звання Героя Росії, ще 24 осіб орденом Мужності. Командир групи полку в Чечні Вадим Клименко був нагороджений орденом Мужності, медаллю ордена «За заслуги перед Вітчизною» II ступеня з мечами, іменною зброєю від міністра оборони РФ і декількома бойовими медалями.
25 листопада 2000 року на території полку морської піхоти було відкрито пам'ятник морським піхотинцям, загиблим в Чечні.

### Російсько-українська війна
Бригада брала активну участь в окупації Криму в лютому-березні 2014. 23 лютого 2014 року з бази 810 ОБрМП тікав до Росії Янукович. Бригада брала участь у блокуванні аеродрому Бельбек, балаклавського загону Морської охорони, Південної ВМБ в Новоозерному. Морпіхи обладнали бойові позиції на в'їздах до Криму біля Чонгару та Армянська — позаду постів, виставлених «Беркутом» і місцевими колаборантами. Зокрема, в районі населеного пункту Суворове, поблизу м Армянськ, була розгорнута рота морської піхоти 810 ОБрМП, яка налічувала до 150 військовослужбовців та 8 одиниць БТР-80, і обладнувала укриття для бронетехніки. Підрозділи бригади захоплювали аеродром Кіровське. Саме 810-й бригаді доручили блокувати українських морпіхів з 1-го окремого батальйону в Феодосії. Заступник командира 810 ОБрМП Володимир Карпушенко вів перемовини з Дмитром Делятицьким про здачу 1-го батальйону морської піхоти ВМС ЗСУ.
Наприкінці 2014 року бригада брала участь у бойових діях у Приазов'ї, на маріупольському напрямку.
22 серпня 2016 року заступник командира 810-ї бригади морської піхоти ЧФ РФ підполковник Карпушенко В. В., був оголошений Генеральною прокуратурою України як фігурант зі списку підозрюваних у вчиненні особливо тяжких злочинів проти основ національної безпеки України, миру та міжнародного правопорядку.

### Війна в Сирії
24 листопада 2015 року група піхотинців 810-ї бригади у складі пошуково-рятувальної групи на двох гелікоптерах вирушила на пошуки та порятунок двох російських пілотів, які катапультувалися з підбитого турецькими ВПС бомбардувальника Су-24 в провінції Латакія. Гелікоптери з десантниками обстріляли із землі. Одна бойова машина була підбита, один морський піхотинець, який знаходився на її борту, від попадання в шию осколка загинув на місці. Вертолітники та інші військовослужбовці були евакуйовані на російську авіабазу.
В січні 2016 року волонтери міжнародної спільноти InformNapalm виявили профіль морського піхотинця Микити Горевого — українця-зрадника, який до окупації Криму в 2014 році служив в Збройних силах України і який через соціальні мережі фотографію з геотегом “злив” розташування російського опорного пункту морської піхоти за 7 км від авібази "Хмеймім". Завдяки Горевому стало відомо, що перекидання російський морських піхотинців з авіабази Хмеймім до опорного пункту проводиться вертольотом Мі-8.
2 серпня 2019 року заступник міністра оборони, начальник Головного військово-політичного управління ЗС РФ генерал-полковник Андрій Картаполов вручив 810-й бригаді морської піхоти Чорноморського флоту Полкову чашу. Цей знак військової доблесті, яким нагороджуються найкращі військові частини Росії.

### Російське вторгнення в Україну 2022 року
Бригада брала участь у повномасштабному вторгненні Росії в Україну. Спочатку планувалися використовувати підрозділи 810-ї бригади для десантної висадки між Миколаєвом та Одесою, проте після розвідувальної висадки, підрозділи зазнали великих втрат, також було знищено деякі судна.
22 березня 2022 року стало відомо, що поблизу м. Маріуполя було ліквідовано командира 810-ї бригади полковника Олексія Шарова.
Кілька морпіхів бригади загинули 24 березня 2022 року на борту БДК Цезар Куніков під час ракетної атаки ЗСУ по порту Бердянська.
12 вересня 2022 року Генштаб ЗСУ повідомив, що Сили оборони України здійснили на Херсонському напрямку вдалу операцію, завдавши втрат супротивнику. За даними Генштабу, 810-та окрема бригада морської піхоти ЧФ РФ на той час втратила майже 85 % особового складу, а решта військовослужбовців були деморалізовані. Після успіху констрнаступальної операції ЗСУ на півдні та подальшого звільнення Херсона бригада відступила на лівий берег Дніпра.
17 травня 2023 року командний пункт бригади зазнав ракетного обстрілу з боку України, внаслідок чого було поранено начальника штабу підполковника Яна Суханова, який помер 8 листопада у московському госпіталі.
19 листопада 2023 року під час церемонії нагородження бійців бригади, що проходила у будинку культури с. Кумачове, ЗСУ завдали по будівлі удару ракетами HIMARS. Внаслідок удару, за повідомленнями російських та українських ЗМІ, загинула російська актриса Поліна Менших, яка виступала на сцені. Згідно з повідомленням українських представників, також було вбито 20 російських солдатів. Російський військовий експерт заявив про 23 убитих і до 80 поранених військових РФ.
Наприкінці грудня 2023 року відкрито підтвердила застосування нею хімічних гранат К-51 в бойових діях на лівому березі Дніпра.
Відомо, що станом на березень 2024 року бригада бере участь у боях в районі Кринок . З серпня 2024 році бригада брала участь у боях у Курській області, під час боїв загинуло, згідно з дослідниками за відкритими даними, як мінімум сім військовослужбовців бригади . 7 листопада бригада невдало спробувала прорвати українську оборону в районі Погребків. Згідно з інформацією російських телеграм-каналів, 30 військовослужбовців бригади загинули, 20 були поранені . За даними журналістського розслідування, бригада зазнала найбільших втрат з усіх тих, що беруть участь у боях у Курській області. На початок грудня, з більш ніж 350 зниклих у Курській області російських військових 71 - з 810-ї бригади .
25 грудня 2024 року з ранку ЗСУ ракетами вдарили по пункту управління 810 обрмп на Курщині в місті Льгов. Російська влада стверджеє лише про 4 загиблих, 5 поранено, пошкодження газопроводу, 12 авто і кілька будинків.

## Структура

### 1998
- управління бригади (в/ч 13140)
- 880-й окремий батальйон морської піхоти (в/ч 99732)
- 888-й окремий розвідувальний батальйон (в/ч 63963)
- 881-й окремий десантно-штурмовий батальйон
- 1619-й окремий зенітний ракетно-артилерійський дивізіон
- 1613-й окремий самохідний артилерійський дивізіон
- 1622-й окремий протитанковий артилерійський дивізіон

## Озброєння
- Станом на 1998 рік особовий склад бригади (за штатом) — 1934 людини.
- Р-142БМ — 7 (розвідувальні машини);
- 1В119 — 6 (штабні машини);
- БМП-3 — 2;
- ПУ-12 — 4 (рухливі пункти управління);
- БМП-2 — 42 (зі складу розформованої 126-й дбо);
- МТЛБ −40 (мостоукладники);
- БТР-60 — 4;
- БРМ-1 — 6 (зі складу розформованої 126-й дбо);
- БТР-80 — 131.
- Артилерія:
- Д-30 — 36 (не було, з озброєння 126-й дбо);
- 2С-9 — 18 (за іншими даними було 12, 6 з них віддали Україні разом з 880-м ОБМП);
- МТ-55 — 2;
- 2С-1 — 18;
- МТ-12 «Рапіра» — близько 20.
- ЗУ-23.

## Шефські зв'язки
У червні 1994 року, голова адміністрації Саратовської області Юрій Бєлих підписав розпорядження про встановлення шефських зв'язків області над бригадою морської піхоти Чорноморського флоту, дислокованої в Севастополі. Адміністрація запропонувала командуванню флоту укомплектувати призовниками з області окремий розвідувальний батальйон та присвоїти йому найменування «Саратовський». Додатком до розпорядження передбачено, що військовослужбовцям, які виявили бажання проживати в Саратовській області, буде надано сприяння у придбанні житла.[джерело?]

## Нагороди
За підсумками 2005 навчального року 810 ОПМП оголошений передовим у ВМФ РФ.[джерело?]

## Участь у навчаннях
Військовослужбовці полку брали участь у багатьох міжнародних і всіх великих навчаннях ЧФ РФ.
На бойових кораблях флоту морські піхотинці більше 60 разів несли бойову службу в Атлантичному та Індійському океанах, Середземному, Червоному, Чорному та Балтійському морях[джерело?].
Полк у складі доглядових та антитерористичних груп брав участь у бойових службах на кораблях Чорноморського Флоту в Чорному та Середземному морях, продемонструвавши високий професіоналізм та бойовий вишкіл в ході проведення спільних вченні з ВМС НАТО, морську культуру і дисциплінованість при відвідуванні портів Італії, Туреччини, Сирії, Греції.
У жовтні — листопаді 1998 року особовий склад полку брав участь у навчаннях «Сі Бриз-98». Навчання «Сі Бриз — 98» почалися в Одесі, де 25 жовтня відшвартувались кораблі 11-ти країн-учасниць з маневрів. Росію представляли сторожовий корабель «Ладний» і великий десантний корабель, на борту якого перебував взвод морської піхоти Чорноморського флоту. За сценарієм навчання, яке замислювалося як миротворчий, якась прибережна республіка, повинна була зазнати лиха в результаті землетрусу. І запросити допомогу у Організації Об'єднаних Націй, яка направила в район лиха бойові кораблі, підводний човен, близько п'ятисот морських піхотинців і американський спецпідрозділ по боротьбі з тероризмом. Морські піхотинці 810-ї бригади, висадившись під Одесою, здійснили марш під Миколаїв, де на полігоні Широкий Лан і завершилася берегова фаза навчань.

## Полігони
Узбережжя мису Опук є колишнім полігоном 810-ї бригади морської піхоти. Також тренування проводять у Севастополі на полігоні у районі бухти Козача.

## Командування
- (1989—1993) полковник Кочешков Анатолій Миколайович
- (1993—1998) полковник Смоляк Олександр Євгенович
- (1998—2003) полковник Росляков Олег Юрійович
- (2003—2006) полковник Краєв Дмитро Володимирович
- (липень 2006 — січень 2010) підполковник Живаєв Едуард Олександрович
- (2010—2014) генерал-майор Белявський Володимир Анатолійович, Герой Російської Федерації
- (2014—2015) Цоков Олег Юрійович. Загинув 11 липня 2023 року під час російського вторгнення в Україну на посаді заступника командувача Південного військового округу.
- (2015—2019) Усков Дмитро Іванович
- (2019—2021) Кенс Сергій Миколайович. Загинув 10 липня 2022 року під час російського вторгнення в Україну на посаді начальника штабу 20 МСД.[28]
- (2021) Суханов Ян Олександрович. Помер від ран 8 листопада 2023 року, отриманих під час російського вторгнення в Україну на посаді начальника штабу 810 ОБрМП.[29]
- (2021 — 22 березня 2022†) полковник Шаров Олексій Миколайович. Загинув 22 березня 2022 року під час російського вторгнення в Україну.
- (з 23 березня 2022) полковник Бернгард Олексій Борисович

## Втрати
За даними громадської організації «Тайфун», у Другій Чеченській кампанії загинули 8 бійців бригади, серед яких — 1 молодший офіцер.
За даними журналістів Крим.Реалії, на 27 грудня 2024 року вдалося встановити імена щонайменш 431 військових бригади, загиблих у ході повномасштабного вторгнення в Україну. В ході російського вторгнення в Україну на 10 січня 2025 року вдалося встановити імена щонайменш 330 загиблих російських військових, щонайменш 84 з яких загинули в Курській області.